# Teatro Real

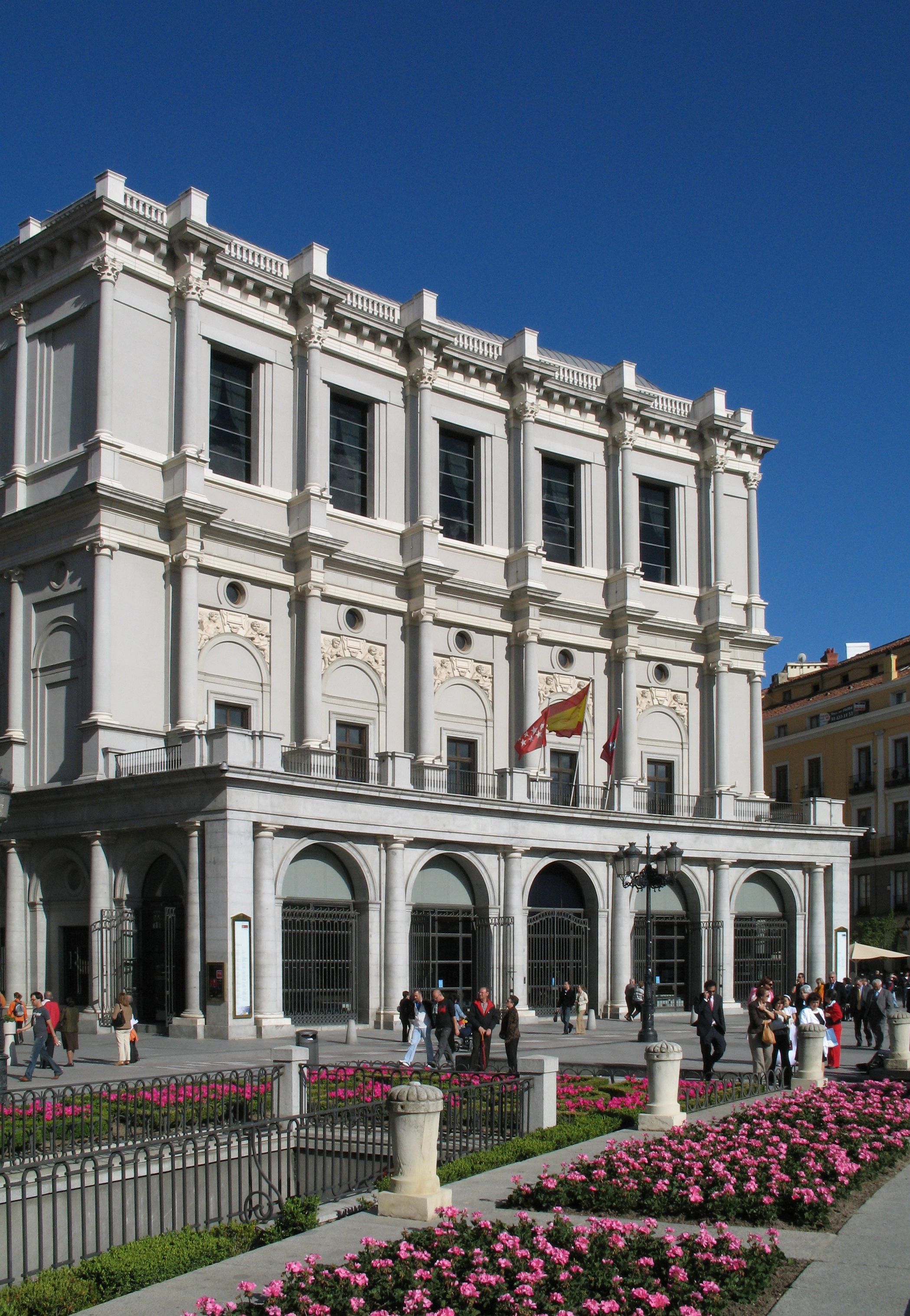
Westelijke gevel van het Teatro Real aan de Plaza de Oriente in Madrid

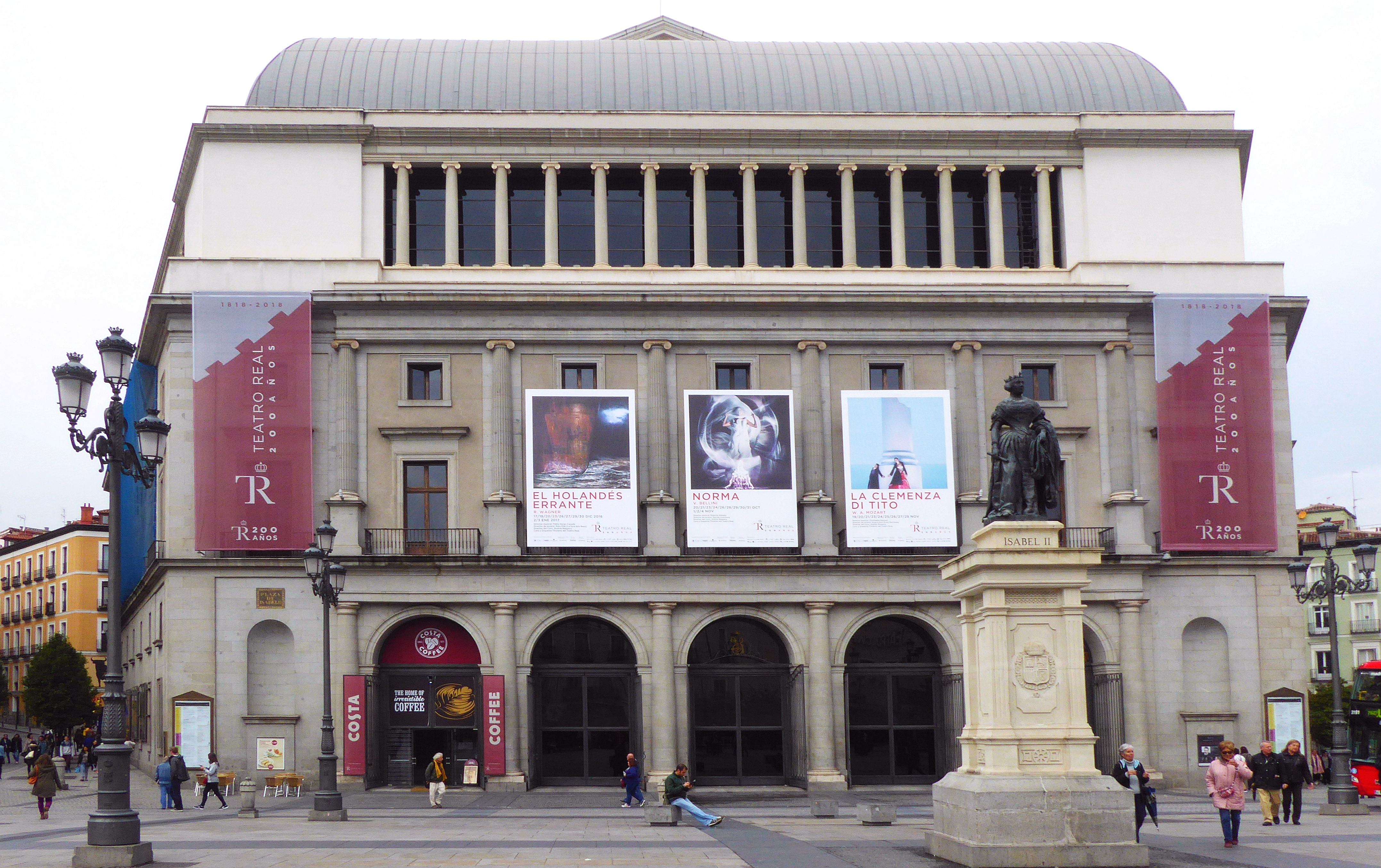
Teatro Real de Madrid vanuit het oosten aan de Plaza de Isabel II

Het Teatro Real (Koninklijk Theater), kortweg El Real, is een operagebouw in de Spaanse hoofdstad Madrid. Het gebouw ligt nabij het Koninklijk Paleis en is ervan gescheiden door het plein Plaza de Oriente. Het naastgelegen station Ópera van de Metro van Madrid is vernoemd naar het operahuis.
Het Teatro Real werd gebouwd in opdracht van Koningin Isabella II van Spanje en opende zijn deuren op 10 oktober 1850 met een voorstelling van Donizetti's La Favorite. In 1863 bezocht Giuseppe Verdi het theater voor de Spaanse première van zijn opera La forza del destino. In 1925 trad het fameuze balletgezelschap Les Ballets Russes op in het theater, in aanwezigheid van danser Vaslav Nijinsky en componist Igor Stravinsky.
Vanaf 1867 was het conservatorium Real Conservatorio Superior de Música de Madrid gevestigd in het gebouw, tot 1925, toen het conservatorium uit het Teatro Real moest vertrekken wegens schade aan het gebouw veroorzaakt door de bouw van de Metro van Madrid.
In 1966 heropende het theater als concertzaal en belangrijkste zaal van de orkesten Orquesta Nacional de España en Orquesta Sinfónica de RadioTelevisión Española. Het Eurovisiesongfestival van 1969 vond plaats in het Teatro Real, met een decor ontworpen door Salvador Dalí.
Sinds 1997 is het gebouw weer in gebruik als operahuis, met jaarlijks gemiddeld 17 operaproducties. Ook wordt het nog steeds gebruikt voor concerten en balletvoorstellingen. Het huisorkest is nu het Orquesta Sinfónica de Madrid. In 2010 werd de Belg Gerard Mortier benoemd als intendant.